# Wriedeler Bach
Der Wriedeler Bach ist ein 3,1 Kilometer langer linker Nebenfluss der Schwienau im niedersächsischen Landkreis Uelzen.

## Geografie

### Verlauf
Der Wriedeler Bach entspringt südlich des Pracherberges bei Schatensen, einem Ortsteil von Wriedel, in der Lüneburger Heide. Danach fließt er durch eine etwa 200 Meter breite Grünfläche in Wriedel. Dabei läuft er auch am Naturbad der Gemeinde vorbei. Kurze Zeit später mündet er südöstlich des Mühlenberges und kurz vor dem Naturschutzgebiet Arendorfer Moor in die Schwienau.